# ExtraL
«ExtraL» — песня южнокорейской рэперши и певицы Дженни (участницы южнокорейской гёрл-группы Blackpink) и американской рэперши Doechii. Она была выпущена на лейблах Odd Atelier и Columbia Records 21 февраля 2025 года в качестве третьего сингла из её дебютного студийного альбома Дженни Ruby. Песня вошла в первую двадцатку чарта Billboard Global 200, достигнув 18-го места.

## Предыстория и релиз
После ухода из YG Entertainment для начала сольной деятельности Дженни основала собственный лейбл Odd Atelier в ноябре 2023 года.
В сентябре 2024 года она подписала контракт с Columbia Records в сотрудничестве с Odd Atelier. Дженни выпустила «Mantra» в октябре 2024 года и «Love Hangover» в январе 2025 года через Odd Atelier и Columbia Records в качестве первых двух синглов своего дебютного студийного альбома Ruby. Тем временем восходящая американская рэперша Doechii получила премию «Грэмми» за лучший рэп-альбом и заработала свой первый сольный хит Billboard Hot 100 с вирусной песней «Denial Is a River» в 2025 году.
Предположения о сотрудничестве Дженни и Doechii впервые появились, когда дуэт позировал вместе за кулисами карнавала Camp Flog Gnaw в ноябре 2024 года. Дженни поделилась в эфире Hits Radio, что «долгое время это проявлялось», но потребовалось время, чтобы скоординировать совместную работу, чтобы сотрудничество получилось. 21 января 2025 года она подтвердила, что Doechii станет одним из гостевых артистов в альбоме Ruby. 14 февраля Дженни опубликовала в своих социальных сетях 10-секундный фрагмент новой песни под названием «ExtraL» с участием Doechii. Вместе с фрагментом она объявила, что песня выйдет в качестве третьего сингла альбома 21 февраля.

## Композиция и текст песни
Спродюсированный Dem Jointz сингл «ExtraL» подчёркивает динамичную подачу обоих артистов в «ловком, пропитанном хип-хопом ритме» и сочетает фирменное поп-звучание Дженни с хип-хопом Doechii. Текст песни был охарактеризован как гимн за расширение прав и возможностей женщин. Дженни и Doechii используют песню для празднования своего успеха и читают рэп о том, что они променяли мужчин и заботы на деньги и быстрые машины. Обе артистки по очереди исполняют разные куплеты, а затем объединяются в «повышающем уверенность» припеве трека, в котором они скандируют «Do my ladies run this?». Дженни открывает трек строчкой «This for my girls with no sponsor, they got they own fundin» («Это для моих девочек без спонсора, у них есть свой собственный фонд»), которая намекает на основание ею собственного лейбла Odd Atelier. В её рэпе есть дерзкая фраза «You sit too far down on 'em charts to even ask me who’s in charge» («Ты сидишь слишком далеко в чартах, чтобы спросить меня, кто главный»), отсылающая к её истории попадания в чарты Billboard как с её группой Blackpink, так и как сольной исполнительницы. Кроме того, она читает рэп о том, что играет по своим правилам и не слушает людей, которые не делают шаги для себя, прежде чем перейти к припеву с влиянием трэпа. После припева вокал банды повторяет вопрос: «Мои дамы управляют этим?». Она начинает свой куплет с рэпа «Gimme chi, gimme purr, gimme meow, gimme her, gimme funds / Gimme rights, gimme fight, gimme nerve, gimme cunt, let me serve, rrr», описывая роковую энергию, сравнивая женщин с кошками. Далее она заявляет, что не принимает никаких решений, ориентируясь на мужчин, говоря: «Я здесь не для того, чтобы угождать мужчинам / Не для того, чтобы рассуждать с ними», и если из-за этого она кажется «невоспитанной», то так тому и быть. Затем Дженни и Doechii вместе читают рэп о том, как далеко они продвинулись и что люди «все ещё на моей старой работе», зацикленные на их прежних персонах и музыкальных релизах, несмотря на их рост. Они также поясняют, что заслужили свой успех упорным трудом и теперь пожинают плоды.

## Видеоклип
Сопровождающий клип на песню «ExtraL» был снят режиссёром Коулом Беннеттом и выпущен вместе с синглом 21 февраля. В клипе Дженни танцует в театре, заставленном стульями, а затем она и её танцоры устраивают торжественный выход Doechii, скандируя: «Wait… wait… wait… wait… Doechii?!», когда она появляется. Затем дуэт танцует вместе с командой танцоров, одетых в большие блейзеры Schiaparelli и огненно-красные боди с отделкой из перьев. В одной из сцен они изображены очень маленькими, читающими рэп на лысой мужской голове.

## Чарты
| Чарт (2025)                         | Высшая позиция |
| ----------------------------------- | -------------- |
| Австралия (ARIA)                    | 74             |
| Австралия Hip Hop/R&B (ARIA)        | 12             |
| Канада (Billboard Canadian Hot 100) | 58             |
| Ирландия (IRMA)                     | 74             |
| Франция (SNEP)                      | 95             |
| Мир (Billboard Global 200)          | 18             |
| Гонконг (Billboard Hong Kong Songs) | 13             |
| Малайзия (IFPI)                     | 14             |
| Новая Зеландия (RMNZ)               | 5              |
| Сингапур (RIAS)                     | 8              |
| Республика Корея (Circle)           | 149            |
| Китайская Республика (Billboard)    | 8              |
| Таиланд (IFPI)                      | 17             |
| Великобритания (OCC UK Singles)     | 37             |
| США (Billboard Hot 100)             | 75             |
| США (Billboard Hot Dance/Pop Songs) | 6              |

### Комментарии
1. ↑  Сингл «Denial Is a River» в феврале 2025 года достиг 21-го места Billboard Hot 100 (другие выше 29-го места ранее не поднимались)[5].